# 조신 (고려)
조신(趙愼, ?~?)은 고려의 문신이다. 고려 공민왕(재위 1351∼1374) 때 회양부사를 역임하였으며, 원래 이름은 사렴(思廉)이었는데 고려말 신돈이 정권을 장악하자 정치에서 물러나 충청남도 부여 임천에
은거하였고 이름을 신(愼)으로 바꾸었다. 이방원의 어릴적 스승으로도 알려져 있으며 박팽년·유성원 등의 학자를 길러냈다.

#### 가계
- 고조부 : 조진규(趙振圭)
- 고조모 : 합천 이씨 이인비(李仁庇)의 딸
  - 증조부 : 조정(趙晶)
    - 조부 : 조계령(趙季鴒)
    - 조모 : 원평 야씨 야영희(夜永曦)의 딸
      - 아버지 : 조염휘(趙炎暉)
      - 어머니 : 밀양 손씨 손원계(孫元桂)의 딸
        - 형님 : 조사충(趙思忠)
        - 형님 : 조사공(趙思恭)
        - 아우 : 조임(趙𥙛), 초명 조덕린(趙德麟)

#### 자 녀
- 부인 : 고성 이씨 이암(李嵒)의 딸
  - 장자 : 조안평(趙安平)
  - 차자 : 조개평(趙開平)

## 같이 보기
조신의 묘소는 충청남도문화재자료 제119호로 지정되어있다.
덕림병사 (德林丙舍)  충청남도 문화재자료 제305호로 고려의 조신 선생을 제사 지내는 곳으로 고려 후기에 지은 것으로 전하고 있다.